# Masana
Masana (en catalán y oficialmente Sant Martí de Maçana) es una entidad de población (código 081859) del municipio de Rubió, en la provincia de Barcelona, en Cataluña, España. En el año 2015 contaba con una población de 39 habitantes.
Este antiguo municipio fue anexionado al de Rubió en el año 1840. Su geografía es muy accidentada, formada por algunos de los valles de la sierra de Rubió alrededor de la iglesia de San Martín, en el centro del antiguo municipio.

## Etimología e historia

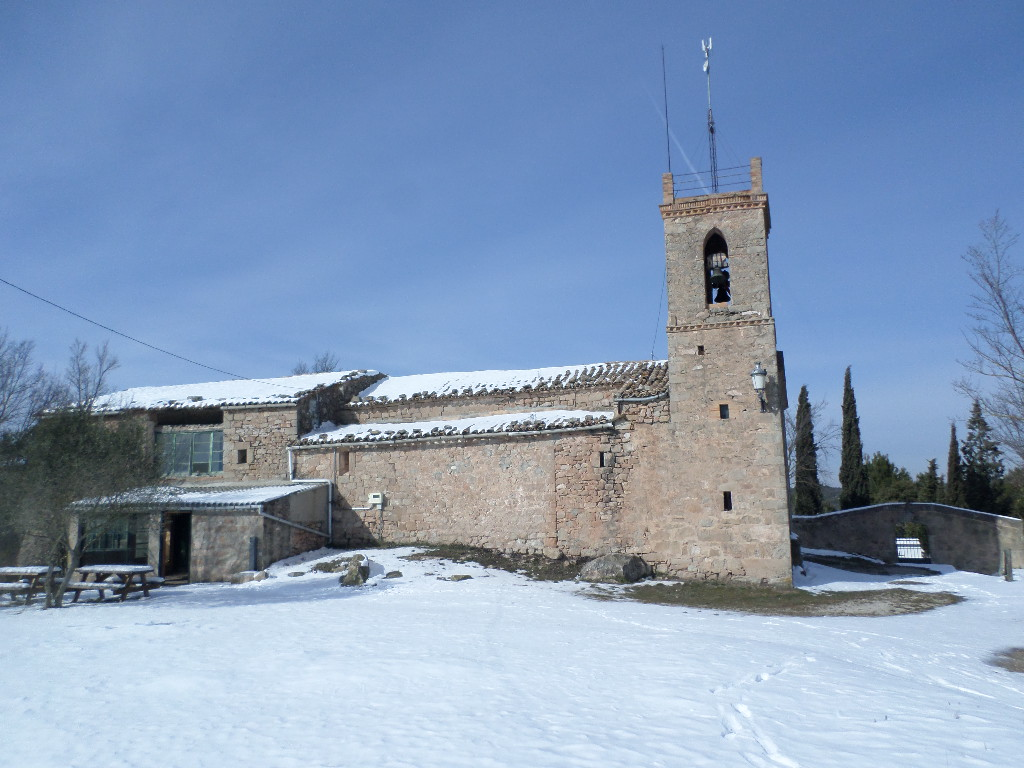
La iglesia de San Martín.

Hay dos teorías sobre el origen del topónimo "Masana": una es que proviene del latín Mathiana, que significa "manzana", y la otra es que proviene del árabe ماسان (Al-Mashana). Este topónimo apareció por primera vez documentado en el año 990. Además de la forma actual de Masana, también se había usado hasta 1980 la forma Massana, y durante el franquismo se utilizó el nombre de San Martín de Masana.[cita requerida]
La iglesia de San Martín, de origen románico, fue totalmente reformada en el siglo XVII sin dejar demasiados rastros de la construcción románica. En el año 1840 la parroquia de Masana con todo su territorio fue anexionada al municipio de Rubió.

## Iglesia de San Martín

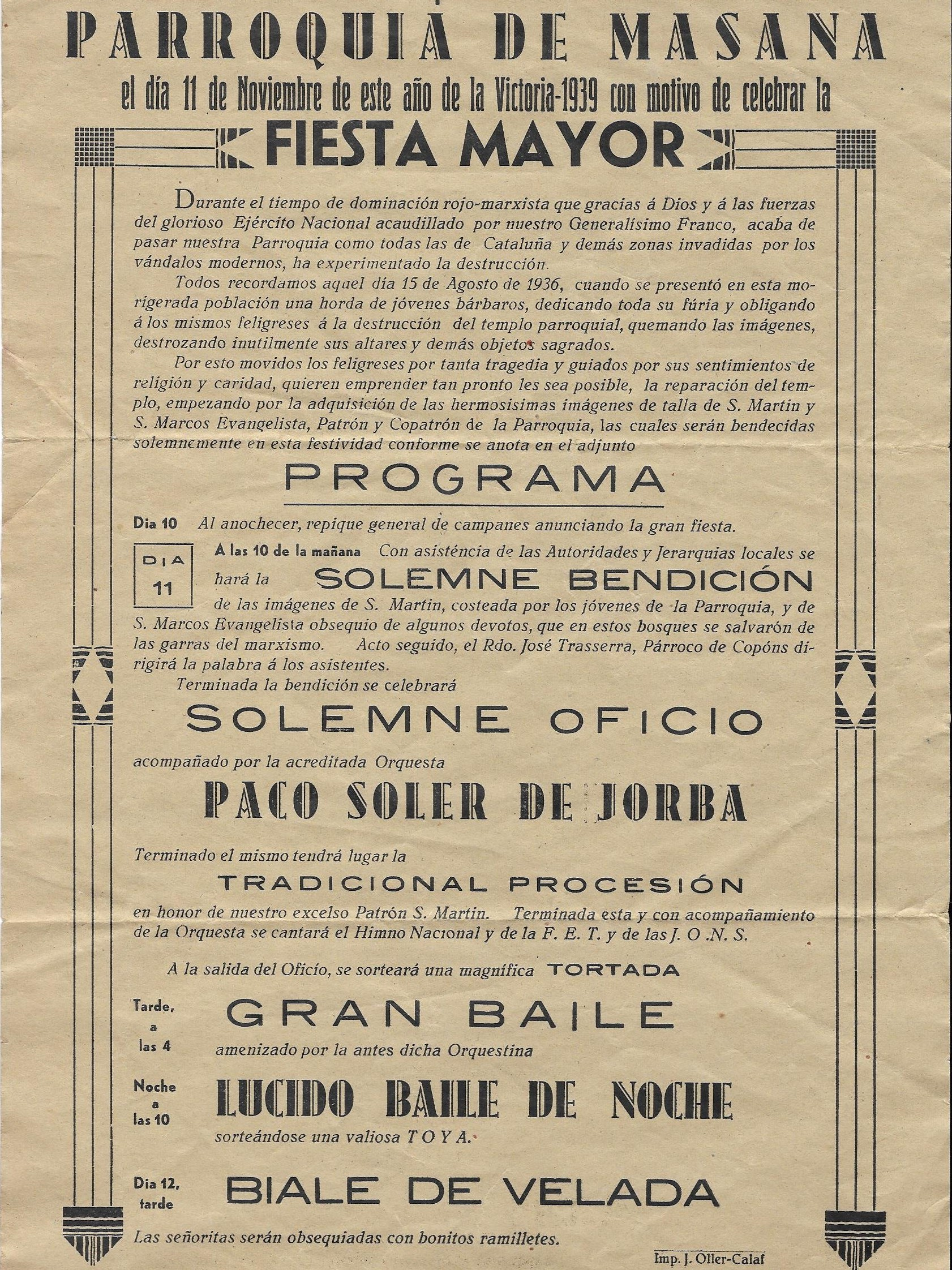
Programa de actos de la Fiesta Mayor de Masana de 1939.

La iglesia principal del antiguo municipio es San Martín de Masana. Está ubicada en el noreste de Rubió, en la vertiente del arroyo de Maçana. Es mencionada como parroquia en 1154, dentro del antiguo término del castillo de Masana (actualmente desaparecido). Su arquitectura es de planta de cruz latina y cubierta con bóveda apuntada. El patrón de la iglesia es San Martín y el copatrón San Marcos. 
Externamente está cubierta con tejado a dos aguas y presenta un campanario de sección cuadrangular adosado a la iglesia, rehecho a principios del siglo XX, como resultado de la acción de un rayo. En el siglo XIV estaba dedicada a San Acisclo. Entre 1975 y 1981 la iglesia se restauró. También adosada a la construcción está la rectoría que data de 1736. También podemos encontrar el cementerio de la ciudad junto a la iglesia. 

### Fiestas mayores
En Masana se celebran dos fiestas mayores: San Martín en el 11 de noviembre y San Marcos en el 25 de abril. Los actos tradicionales en ambas fiestas mayores son el baile de velada, la rifa de la mona y la misa en la iglesia. Por la festividad de San Marcos se reparte un panecillo y flores a los asistentes en la misa, y también se rifa una Toya.

## Maçanienses ilustres
- Josep Ferrer Bujons, poeta y escritor (1959-).